# 공유 자원
공유 자원(共有資源, shared resource)은 컴퓨팅 용어의 하나로, 컴퓨터 네트워크의 호스트 컴퓨터끼리 서로 이용이 가능한 컴퓨터 자원이다. 다른 컴퓨터로부터 원격으로 접근할 수 있는 컴퓨터의 정보 조각이나 장치이며, 일반적으로 근거리 통신망이나 기업형 인트라넷을 통해 마치 로컬 머신의 리소스인 것처럼 투명하게 동작한다. 네트워크 공유는 네트워크를 경유한 프로세스 간 통신을 통해 이루어진다.
파일 공유라는 용어는 전통적으로 공유 파일 접근을 뜻하는데, 예를 들어 마이크로소프트 윈도우 문서에 따르면 특히 운영 체제와 LAN, 인트라넷 서비스 환경에서 그러하다. 그러나 비트토렌트와 비슷한 응용 프로그램들을 2000년대 초에 이용할 수 있게 되면서 파일 공유라는 용어는 점차 인터넷을 경유한 P2P와 연결되고 있다.

## 같이 보기
- 자원 경합